# NGC 3557
NGC 3557 (również PGC 33871) – galaktyka eliptyczna (E3), znajdująca się w gwiazdozbiorze Centaura. Odkrył ją John Herschel 21 kwietnia 1835 roku.